# 夏巴大道

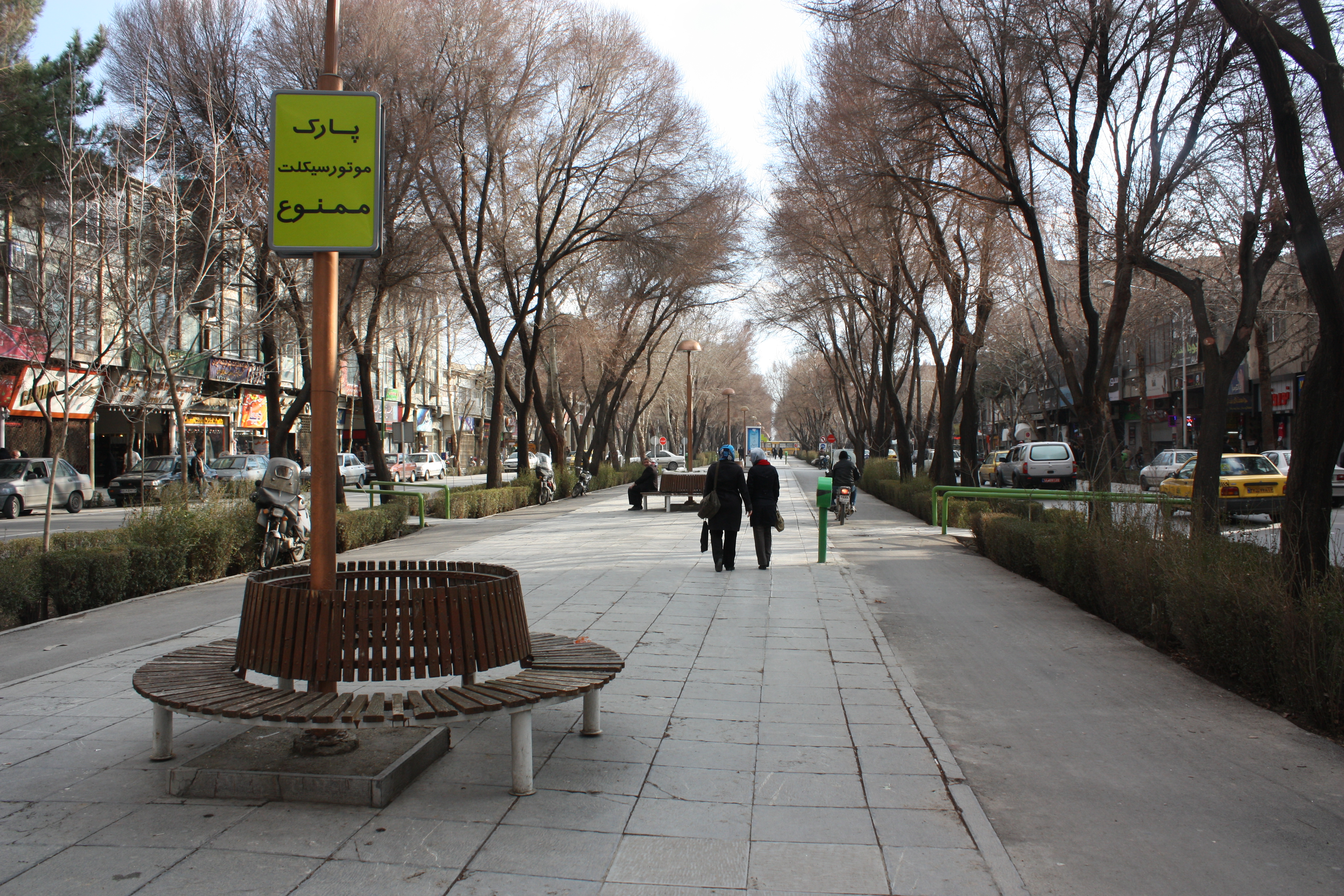
2012

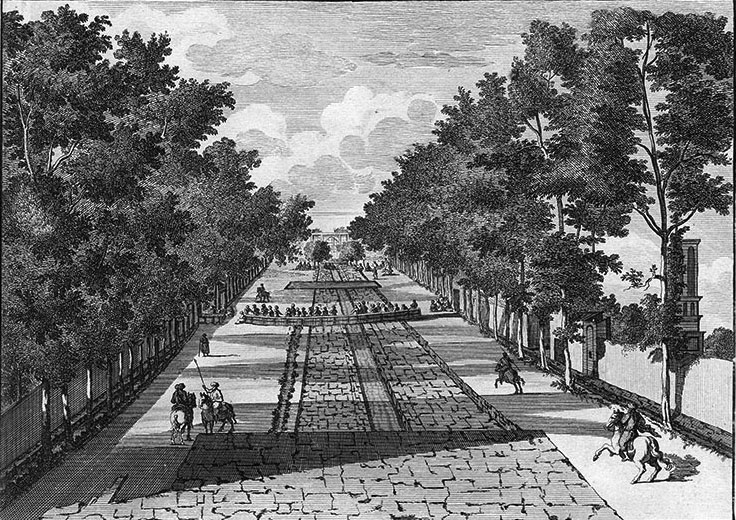
1705

夏巴大道（波斯語：‎，Chahar Bagh，意为“四个花园”）是伊朗伊斯法罕一条历史悠久的街道，建于萨菲王朝。
夏巴大道南北走向，5.5公里长，连接城市的北部和南部。在这条街的东侧，有八天堂宫（Hasht Behesht）和四十柱宫花园。

## 历史
阿巴斯一世从加兹温迁都到伊斯法罕，决定倾全国之力营建新都。首席建筑师是Shaykh Bahai 负责阿巴斯规划中的两个关键项目：夏巴大道，和伊玛目广场。

## 分段
夏巴大道分为三段：北段的下夏巴（Chaharbagh Pa'in，波斯語：‎)，从Shohada 广场到 Darvazeh Dowlat；中段的中夏巴（Chaharbagh Abbasi, (波斯語：‎)，从 Darvazeh Dowlat 到三十三孔桥；南段的上夏巴（Chaharbagh Bala, ,(波斯語：‎).从三十三孔桥到Azadi 广场。 